# Grayson Murray
Grayson Colby Murray (Raleigh, 1 de outubro de 1993 – Fort Worth, 25 de maio de 2024) foi um jogador norte-americano de golfe profissional que atualmente disputa o PGA Tour.

## Vitórias profissionais

### Vitórias da Web.com Tour
| Legenda                    |
| Finais da Web.com Tour (1) |

| N.º | Data                   | Torneio                                     | Placar          | Par | Margem   | Vice-campeão  |
| --- | ---------------------- | ------------------------------------------- | --------------- | --- | -------- | ------------- |
| 1   | 25 de setembro de 2016 | Nationwide Children's Hospital Championship | 69-67-68-68=272 | −12 | 1 tacada | Cameron Smith |